# Alexandre de Fisterra
Alexandre Campos Ramírez, conhecido como Alexandre de Fisterra (Fisterra, 6 de maio de 1919 — Zamora, 9 de fevereiro de 2007), foi o inventor do futebol de mesa (matraquilhos, totó, pebolim etc.). Também foi escritor e editor de revistas.

## Biografia

### Infância e juventude
Filho de um radiotelegrafista, Alexandre viveu em Fisterra (província da Corunha) até aos cinco anos, mudando-se depois para a Corunha. Aos quinze anos foi tirar um bacharelato em Madrid.
Uma vez aí, a sapataria do seu pai faliu. Alexandre tinha nove irmãos, pelo que o pai deixou de poder pagar-lhe o colégio privado onde estudava. O director pô-lo a corrigir deveres de alunos de graus mais baixos, pagando assim a matrícula. Também trabalhou na construção civil e mais tarde numa imprensa. Além disso foi nesta cidade que conheceu León Felipe (de quem viria a ser testamenteiro), que juntamente com Rafael Sánchez Ortega, editaram o jornal "Paso a la juventud", para vendê-lo na rua.

### Criação do futebol de mesa
Em Novembro de 1936 ficou soterrado num dos bombardeamentos de Madrid durante a Guerra Civil Espanhola. Primeiro levaram-no para Valência mas como os seus ferimentos eram graves, levaram-no finalmente para um hospital de Montserrat. Ali conheceu muitos jovens, feridos como ele, incapazes de jogar futebol, e foi assim que ele pensou no futebol inspirando-se no ténis de mesa. Alexandre confiou ao seu amigo Francisco Xavier Altuna, um carpinteiro do País Basco, o fabrico do primeiro jogo de matraquilhos , seguindo as suas instruções. No entanto, não pôde vendê-lo a nível industrial já que todas as fábricas de jogos, a maioria em Valência, estavam a fabricar armas de verdade, para a guerra . Patenteou a invenção em Barcelona em Janeiro de 1937. Não obstante, devido ao triunfo franquista, teve de exilar-se em França cruzando a pé os Pirenéus, e devido à chuva que caiu durante dez dias, perdeu a patente que levava.

### América Latina
Estando já em París, no ano de 1948, conseguiu uns vistos que lhe permitiram ir para  Quito (Equador) onde fundou a revista "Ecuador 0°, 0′, 0′′" na qual dedicava cada número aos poetas de cada país. Mais tarde, em 1952, foi à Guatemala, mais concretamente ao Cabo de Santa María, e ali depois de melhorar o jogo incorporando barras de aço e melhorando a qualidade do material, começou a fabricá-lo, fazendo um bom negócio. Isto aconteceu enquanto havia democracia no país, já que depois do golpe de estado do coronel Carlos Castillo Armas, devido à sua ideologia de esquerda, foi roubado e sequestrado, ficando sem nada. 
Foi enviado, na década de 1960, de aeroplano para o Panamá onde, naquele voo, Alexandre ameaçou o piloto, dizendo-lhe que tinha explosivos (seria um dos primeiros desvios de avião). Uma vez em Espanha surpreendeu-se ao ver que os matraquilhos se se estendera amplamente, já que grande parte desta divulgação se devera aos fabricantes valencianos, que assumiram o jogo como nacional.
Mais tarde foi para o  México onde encontrou amigos poetas e escritores pelo que permaneceu ali dedicando-se às artes gráficas e a editar. Assim fundou e presidiu ao edital intitulado Editorial Finisterre Impresora desde onde editou a revista do centro galego do México e livros de variados poetas, entre os que se encontram León Felipe e Juan Larrea. Além disso foi redactor do El Nacional e editou um facsímile da revista Galeuska, e o primeiro livro de poemas de Ernesto Cardenal.

### Regresso a Espanha
Voltou a Espanha logo após a morte de Francisco Franco. Residiu em Aranda de Duero (província de Burgos), onde continuou a escrever, Na época em que era membro sem número da Real Academia Galega. Depois mudar-se-ia para Zamora, onde administraria a herança do poeta León Felipe como seu testamenteiro.
Faleceu em Zamora, na sua casa do bairro de Pinilla com 87 anos. As suas cinzas foram lançadas ao rio Douro na sua passagem pela cidade de Zamora e no Atlântico, em Finisterra.